# Aristakès Lastivertsi
Aristakès Lastivert(t)si (en arménien Արիստակես Լաստիվերտցի ; né en 1002, mort en 1080) ou Aristakès de Lastivert est un historien et chroniqueur arménien du XIe siècle.

## Biographie
Né en 1002 à Lastiver (près d'Artsn) ou à Lastivert (province de Karin, actuelle Erzurum), le clerc Aristakès, dont on ne sait pas grand-chose, rédige une Histoire d'Arménie (ou Récit des malheurs de la nation arménienne) entre 1072 et 1079. Cet ouvrage, qui est la seule source arménienne contemporaine pour cette période qui voit les royaumes arméniens annexés par Byzance puis ravagés par les Seldjoukides, couvre les années 1002 à 1072. Témoin de la chute de la capitale bagratide Ani en 1063, il est aussi l'un des rares à offrir des descriptions précises de ce qu'était le petit royaume d'Ani et des massacres et des pillages seldjoukides durant la prise de la ville.
Son style et son écriture lui ont valu le titre de « Jérémie arménien ».